# 대한민국 올해의 축구 선수
대한축구협회에서 한 해 최고의 활약을 한 남녀 축구 선수에게 시상하는 상이다. 공식명칭은 '대한축구협회 올해의 선수상이다.

## 최우수 선수상 (1965–1990)
- 국내 축구담당 기자단 투표로 선정하였다.
- 1982년에는 사정상 최우수 선수상을 뽑지 않았으며 1984년까지 진행되다가 1985년부터 프로축구 MVP와 사실상 중복된다는 이유로
그 후 단독으로 뽑는 최우수 선수상은 폐지되었고 프로 부분, 대학 부분 이런식으로 세분화하여 각급별 최우수 선수를 선정하였다.[1]

| 연도 | 선수                     | 클럽                     | 비고        |
| ---- | ------------------------ | ------------------------ | ----------- |
| 1965 | 조윤옥                   | 대한중석 축구단          | 수상자 명단 |
| 1966 | 선정 여부 및 수상자 미상 | 선정 여부 및 수상자 미상 |             |
| 1967 | 선정 여부 및 수상자 미상 | 선정 여부 및 수상자 미상 |             |
| 1968 | 선정 여부 및 수상자 미상 | 선정 여부 및 수상자 미상 |             |
| 1969 | 김호                     | 상업은행 축구단          | 수상자 명단 |
| 1970 | 이회택                   | 한양대학교               | 수상자 명단 |
| 1971 | 김정남                   | 외환은행 축구단          | 수상자 명단 |
| 1972 | 박이천                   | 국민은행 축구단          | 수상자 명단 |
| 1973 | 차범근                   | 고려대학교               | 수상자 명단 |
| 1974 | 변호영                   | 서울은행 축구단          | 수상자 명단 |
| 1975 | 김호곤                   | 육군 축구단              | 수상자 명단 |
| 1976 | 최종덕                   | 고려대학교               | 수상자 명단 |
| 1977 | 조영증                   | 해군 축구단              | 수상자 명단 |
| 1978 | 김재한                   | 한국주택은행 축구단      | 수상자 명단 |
| 1979 | 박성화                   | 해군 축구단              | 수상자 명단 |
| 1980 | 이영무                   | 할렐루야 축구단          | 수상자 명단 |
| 1981 | 조광래                   | 대우 축구단              | 수상자 명단 |
| 1982 | 박창선                   | 포항제철 축구단          | 수상자 명단 |
| 1983 | 김종부                   | 고려대학교               | 수상자 명단 |
| 1984 | 허정무                   | 현대 호랑이              | 수상자 명단 |
| 1985 | 선정 여부 및 수상자 미상 | 선정 여부 및 수상자 미상 |             |
| 1986 | 선정 여부 및 수상자 미상 | 선정 여부 및 수상자 미상 |             |
| 1987 | 선정 여부 및 수상자 미상 | 선정 여부 및 수상자 미상 |             |
| 1988 | 정용환                   | 대우 로얄즈              | 수상자 명단 |
| 1989 | 선정 여부 및 수상자 미상 | 선정 여부 및 수상자 미상 |             |
| 1990 | 최순호                   | 럭키금성 황소            | 수상자 명단 |

## 남자 올해의 선수상 (2010–현재)
- 2010년 부활된 올해의 선수상은 KFA 기술위원 8명과 20개 언론사 축구팀장의 투표로 선정된다.

| 연도 | 선수   | 클럽                 | 비고        |
| ---- | ------ | -------------------- | ----------- |
| 2010 | 박지성 | 맨체스터 유나이티드  | 수상자 명단 |
| 2011 | 기성용 | 셀틱                 | 수상자 명단 |
| 2012 | 기성용 | 스완지 시티          | 수상자 명단 |
| 2013 | 손흥민 | 바이어 레버쿠젠      | 수상자 명단 |
| 2014 | 손흥민 | 바이어 04 레버쿠젠   |             |
| 2015 | 김영권 | 광저우 헝다 타오바오 |             |
| 2016 | 기성용 | 스완지 시티          | 수상자 명단 |
| 2017 | 손흥민 | 토트넘 홋스퍼        |             |
| 2018 | 황의조 | 감바 오사카          |             |
| 2019 | 손흥민 | 토트넘 홋스퍼        |             |
| 2020 | 손흥민 | 토트넘 홋스퍼        |             |

## 여자 올해의 선수상 (2010–현재)
| 연도 | 선수   | 클럽                     | 비고        |
| ---- | ------ | ------------------------ | ----------- |
| 2010 | 지소연 | 한양여자대학             | 수상자 명단 |
| 2011 | 지소연 | INAC 고베 레오네사       | 수상자 명단 |
| 2012 | 전은하 | 강원도립대학             | 수상자 명단 |
| 2013 | 지소연 | 첼시                     | 수상자 명단 |
| 2014 | 지소연 | 첼시                     |             |
| 2015 | 조소현 | 인천 현대제철 레드엔젤스 |             |
| 2016 | 김정미 | 인천 현대제철 레드엔젤스 | 수상자 명단 |
| 2017 | 이민아 | 인천 현대제철 레드엔젤스 |             |
| 2018 | 장슬기 | 인천 현대제철 레드엔젤스 |             |
| 2019 | 지소연 | 첼시                     |             |
| 2020 | 장슬기 | 인천 현대제철 레드엔젤스 |             |

## 같이 보기
- 대한축구협회 시상식